# Cao Exiu
Cao Exiu, död efter år 1290, var en kinesisk skådespelare och diktare.  
Cao Exiu var skådespelare inom zaju-genren, en kinesisk varietéform där pjäserna bestod av poetiska sångnummer i fyra akter. Genren var särskilt populär i nuvarande Peking. Cao Exiu beskrivs som vacker och godhjärtad, kvick och intelligent, och var berömd för sin skicklighet som aktör. Inget är känt om hennes bakgrund eller uppväxt, men hon var bildad inom klassiker och historia och respekterad för sin kunskap. Den samtida Gao Andao jämförde henne med zajukonstens mest berömda skådespelare. Den sociala statusen för skådespelare vid denna tid var trots detta låg. De tvingades ofta färdas långa avstånd för uppdrag hos rika kunder, kvinnliga skådespelare löpte också risken att betraktas som prostituerade, och det var vanligt att de periodvis hölls fängslade. Cao Exiu ska även hon ha suttit fängslad vid åtminstone ett tillfälle.
Cao Exiu var även en publicerad diktare. Wang Yun, som gav ut hennes dikter, beskrev henne som en skönhet med elegant uppträdande som var berömd i huvudstaden. 